# Europamästerskapet i fotboll för damer 1987

Länder som deltog i EM 1987:
Vinnare
Tvåa
Trea
Fyra
Övriga deltagare

Europamästerskapet i fotboll för damer 1987, formellt European Competition for Women's Football, var en fotbollsturnering för damlandslag som hölls i Norge mellan 11 och 14 juni 1987. Finalen vanns av Norge som besegrade Sverige med 2 – 1.

## Kval
I kvalet deltog 16 nationer som fördelades på 4 grupper med 4 lag vardera. Gruppsegraren från varje grupp gick vidare till slutspel.

### Kvalificerade lag
- Grupp 1:  Norge
- Grupp 2:  England
- Grupp 3:  Sverige
- Grupp 4:  Italien

## Slutspel

### Slutspelsträd
|  | Semifinaler    | Semifinaler |   |         | Final      | Final |  |
|  |                |             |   |         |            |       |  |
|  |                |             |   |         |            |       |  |
|  | Norge          | 2           |   |         |            |       |  |
|  | Italien        | 0           |   |         |            |       |  |
|  |                |             |   |         |            |       |  |
|  |                |             |   |         |            |       |  |
|  |                |             |   |         | Norge      | 2     |  |
|  |                | Sverige     | 1 |         |            |       |  |
|  |                |             |   |         |            |       |  |
|  |                |             |   |         |            |       |  |
|  |                |             |   |         | Bronsmatch |       |  |
|  |                |             |   |         |            |       |  |
|  | Sverige (e.f.) | 3           |   | Italien | 2          |       |  |
|  | England        | 2           |   |         | England    | 1     |  |

### Semifinaler
|  | 11 juni 1987 | Norge                             | 2 – 0           | Italien | Ullevål Stadion                                          |                                                          |
|  |              | Trude Stendal 40′ Heidi Støre 78′ | (1 – 0) Rapport |         | Oslo Publik: 5 154 Domare: Eysteinn Guðmundsson (Island) | Oslo Publik: 5 154 Domare: Eysteinn Guðmundsson (Island) |
|  |              |                                   |                 |         | Oslo Publik: 5 154 Domare: Eysteinn Guðmundsson (Island) | Oslo Publik: 5 154 Domare: Eysteinn Guðmundsson (Island) |
|  |              |                                   |                 |         | Oslo Publik: 5 154 Domare: Eysteinn Guðmundsson (Island) | Oslo Publik: 5 154 Domare: Eysteinn Guðmundsson (Island) |

|  | 11 juni 1987 | Sverige                                    | 0000 3 – 2 (e.fl.) | England                       | Melløs stadion                                      |                                                     |
|  |              | Anette Börjesson 2′ Gunilla Axén 90′, 100′ | (1 – 1) Rapport    | 1′ Kerry Davis 89′ Linda Curl | Moss Publik: 300 Domare: Michał Listkiewicz (Polen) | Moss Publik: 300 Domare: Michał Listkiewicz (Polen) |
|  |              |                                            |                    |                               | Moss Publik: 300 Domare: Michał Listkiewicz (Polen) | Moss Publik: 300 Domare: Michał Listkiewicz (Polen) |
|  |              |                                            |                    |                               | Moss Publik: 300 Domare: Michał Listkiewicz (Polen) | Moss Publik: 300 Domare: Michał Listkiewicz (Polen) |

### Bronsmatch
|  | 13 juni 1987 | England               | 1 – 2           | Italien                                     | Marienlyst Stadion                        |                                           |
|  |              | Kerry Davis 4′ (str.) | (1 – 2) Rapport | 37′ Carolina Morace 50′ Elisabetta Vignotto | Drammen Domare: Peter Mikkelsen (Danmark) | Drammen Domare: Peter Mikkelsen (Danmark) |
|  |              |                       |                 |                                             | Drammen Domare: Peter Mikkelsen (Danmark) | Drammen Domare: Peter Mikkelsen (Danmark) |
|  |              |                       |                 |                                             | Drammen Domare: Peter Mikkelsen (Danmark) | Drammen Domare: Peter Mikkelsen (Danmark) |

### Final
|  | 14 juni 1987 | Norge                  | 2 – 1           | Sverige           | Ullevål Stadion                               |                                               |
|  |              | Trude Stendal 28′, 72′ | (1 – 0) Rapport | 75′ Lena Videkull | Oslo Publik: 8 408 Domare: Eeko Aho (Finland) | Oslo Publik: 8 408 Domare: Eeko Aho (Finland) |
|  |              |                        |                 |                   | Oslo Publik: 8 408 Domare: Eeko Aho (Finland) | Oslo Publik: 8 408 Domare: Eeko Aho (Finland) |
|  |              |                        |                 |                   | Oslo Publik: 8 408 Domare: Eeko Aho (Finland) | Oslo Publik: 8 408 Domare: Eeko Aho (Finland) |

### Fotnoter
1. ↑  ”Sweden - England 3:2 (Women EURO 1987 Norwegen, Semi-finals)”. worldfootball.net. https://www.worldfootball.net/report/frauen-em-1987-in-norwegen-halbfinale-schweden-england/. Läst 11 juli 2022.